# Новоселки (Сметанинское сельское поселение)
Новоселки — деревня в Смоленском районе Смоленской области России. Входит в состав Сметанинского сельского поселения. По состоянию на 2007 год постоянного населения не имеет. 
Расположена в западной части области в 26 км к западу от Смоленска, в 4 км севернее автодороги М1 «Беларусь». В 1 км южнее деревни расположена железнодорожная станция О.п. 416-й км на линии Смоленск — Витебск. 

## История
В годы Великой Отечественной войны деревня была оккупирована гитлеровскими войсками в июле 1941 года, освобождена в сентябре 1943 года. 